# ترانه‌سرایی نوین
ترانه‌سرایی نوین یا نوئِبا کانسیون (اسپانیایی: Nueva canción‎؛ تلفظ اسپانیایی: [ˈnweβa kanˈθjon]) نام یک سبک و جنبش در موسیقی فولکلور و موسیقیِ اجتماعی آمریکای لاتین و شبه‌جزیره ایبری است که از حوالی دههٔ ۶۰ میلادی پا گرفت و عقیده بر آن است که نقشِ به‌سزایی در انقلاب‌ها و تحولات سیاسی-اجتماعیِ کشورهای اسپانیا، پرتغال و آمریکای لاتین داشته است.
ترانه‌سرایی نوین نوعی موسیقی است که به بهبود اجتماعی متعهد است. زبان موسیقایی و ترانه‌های آن ریشه در طبقات پایین جامعه دارد و اغلب از سبک طنز رایج برای حمایت از تغییرات اجتماعی-سیاسی استفاده می‌کند. این جنبش در واکنش به تسلط موسیقی آمریکایی و اروپایی در آمریکای لاتین در آن زمان، موضعی ضد امپریالیستی اتخاذ کرد که به‌طور قابل توجهی کمتر بر جلوه‌های بصری موسیقی تجاری متمرکز بود و بیشتر بر پیام‌های اجتماعی و سیاسی تمرکز داشت. این جنبش به‌طور مشخص دربارهٔ فقر، توانمندسازی، امپریالیسم، دموکراسی، حقوق بشر، مذهب و هویت آمریکای لاتین صحبت می‌کند.
این جنبش نخستین بار در دههٔ ۶۰ میلادی در کشور شیلی و با عنوان «موسیقی نوین شیلی» سر برآورد و سپس در مدت اندکی، به اسپانیا و آمریکای لاتین سرایت کرد. این جنبش موسیقی، سبک‌های فولکلور قدیمی را احیا کرد و به‌سبب اشعار سیاسی‌اش، با افکار و تحولات انقلابی آن جوامع همچون چپ نو، الهیات آزادی‌بخش، هیپی‌ها و فعالان حقوق بشر مرتبط شد. این جنبش، همچنین بر روی سبک‌های دیگر موسیقیِ آمریکای لاتین همچون «راک اسپانیولی»، «کومبیا» و «موسیقی منطقهٔ آند» تأثیرگذار بود.
حامیان و اجراکنندگان «ترانه‌سرایی نوین»، اغلب با سانسور، تبعید و حتی شکنجه در دوران حکومت دیکتاتورهایِ نظامیِ دست‌راستی همچون ژنرال فرانکو در اسپانیا، ژنرال پینوشه در شیلی و سپهبد ویدلا در آرژانتین مواجه بودند.
از آنجایی که پیام‌های نهفته در اشعار بکار رفته در «ترانه‌سرایی نوین»، گاهی به‌شدت سیاسی است، از این ترانه‌ها، در جنبش‌های اجتماعی معاصر هم استفاده شده است. به عنوان مثال در جریانِ انقلاب نارنجی، از ترانهٔ «سپاس زندگی» ویولتا پارا استفاده شد.
ترانه‌سرایی نوین با آنکه بخشی مهمی از موسیقی آمریکای لاتین و شبه‌جزیره ایبری شد، اما امروزه دیگر اهمیتِ سابق خود را ندارد و جای خود را به سبک‌های جدید دیگر همچون «راک اسپانیولی» داده است.

## چهره‌های شاخص

### شیلی
- ویولتا پارا
- ایسابل پارا
- آنخل پارا
- رولاندو آلارکن
- ویکتور خارا
- پاتریسیو مانس
- پاتریسیو کاستی‌یو
- اوراثیو سالیناس
- کیلاپایون
- اینتی-ایلیمانی
- ئیاپو
- مارگو لویولا
- سرخیو اورتگا

### آرژانتین
- آتاهوآلپا یوپانکی
- مرسدس سوسا

### کوبا
- کارلوس پوئبلا
- سیلویو رودریگز

### اسپانیا
- لوئیس ادوآردو آئوته
- پاکو ایبانی‌یس

### برزیل
- کائتانو ولوزو
- ژیلبرتو ژیل

### اروگوئه
- آلفردو زیتاروسا
- دانیل بیگلیه‌تی

### ونزوئلا
- سوله‌داد براوو

### کاتالونیا
- ژوان مانوئل سرات
- لوئیس لاک
- ماریا دل مار بونت